# 封悛
封悛（?—？），勃海郡蓨县（今河北省衡水市景县）人，东晋、前燕官员。

## 生平
永嘉三年（309年），辽东郡太守庞本杀死与自己素有怨恨的东夷校尉李臻，西晋朝廷以封释继任东夷校尉，庞本又谋划杀死封释。封悛劝说父亲邀请庞本来时埋伏士兵，封释将庞本收捕后斩首，诛杀庞本全家。
永嘉四年（310年），封释去世，冀州主簿封悛和弟弟幽州参军封抽前去给父亲奔丧，慕容廆见到封家兄弟后说：“这家真是强有力的千斤牛犊。”因为战乱堵塞道路，封释无法归葬故乡，封悛和封抽都留在慕容部为官，慕容廆任命封抽为长史，封悛为参军。之后封悛在前燕出任振威将军。

## 家族

### 儿子
- 封放，前燕吏部尚书

### 孫子
- 封孚，南燕太尉
- 封懿，北魏都坐大官、章安侯